# 중국 농구 협회
중국 농구 협회(중국어 간체자: 中国篮球协会, 정체자: 中國籃球協會, 병음: Zhōngguó Lánqiú Xiéhuì, 영어: Chinese Basketball Association, CBA)는 중화인민공화국의 농구, 스트리트볼 종목 행정을 총괄하는 스포츠 행정 기구이다